# Johann Conrad Rücker

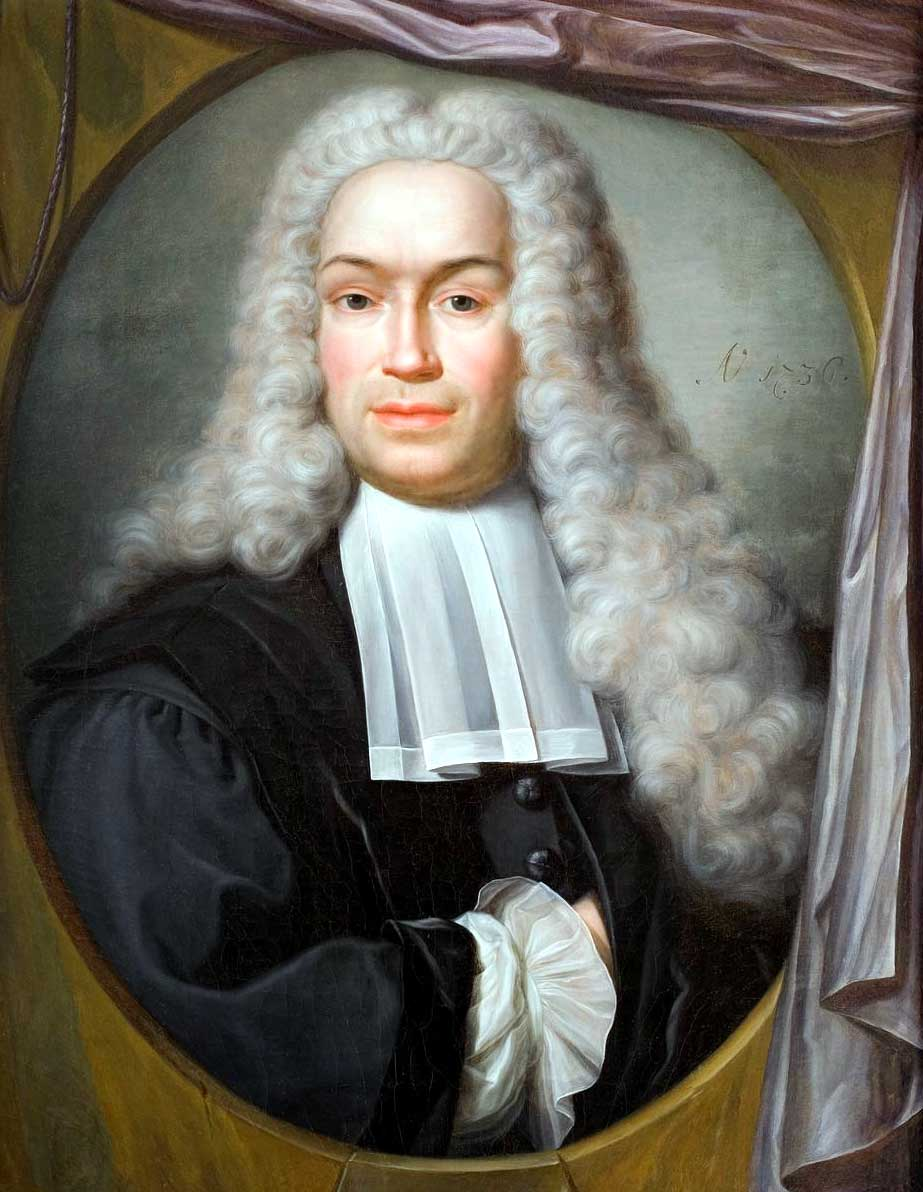
Johann Conrad Rücker

Johann Conrad Rücker auch: Jan Coenraad Rukker, Johannes Konrad Rucker; (* 30. Juli 1691 in Windsheim; † 8. März 1778 in Leiden) war ein deutscher Rechtswissenschaftler.

## Leben
Johann Conrad Rücker entstammt einer mittelfränkischen Familie, deren Nachkommen zur reichsstädtischen Oberschicht von Winsheim und Franken gehörten. Er war der Sohn des Stadtpfarrers und Dekans in Winsheim Johann Michael Rücker und dessen Frau Maria Sybilla Hamberger, die Tochter des Pfarrers in Bayerberg Georg Ludwig Hamberger und dessen Frau Barbara Cöler Rücker gehört damit in die Verwandtschaftslinie von Johann Wolfgang Goethe und Gottfried Wilhelm Leibniz. Anscheinend hatte er wie sein Bruder Christian Friedrich das Gymnasium seiner Heimatstadt besucht. Durch seinen Onkel Georg Albrecht Hamberger (1652–1716) wurde er, wie sein Bruder Christian Friedrich, am 27. April 1708 in die Matrikel der Universität Jena eingeschrieben und deponiert.
In Jena scheint er anfänglich philosophische Studien betrieben zu haben. Weitere Studien setzte er ab dem 23. Januar 1711 an der Universität Rostock fort. Für ein Studium der Rechtswissenschaften begab er sich am 14. September 1717 an die Universität Leiden. Hier soll er die Vorlesungen von Gerard Noodt, Antonius Schultingh und Johann Ortwin Westenberg besucht haben. Seine Studien setzte er 1718 an der Universität Franeker fort, wo am 6. Oktober 1718 unter Westenberg mit seiner Abhandlung de poenis zum Doktor der Rechte promovierte.
Wieder in Leiden angelangt, trat er 1731 als Autor einer rechtswissenschaftlichen Schrift in Erscheinung. Am 14. März 1733 beriefen ihn die Kuratoren der Leidener Hochschule zum Dozenten für bürgerliches Recht, welche Aufgabe er am 17. April des gleichen Jahres mit der Rede de Amoenitate studii Juris civilis antrat.
Ein Jahr später wurde er am 12. Juli 1734 ordentlicher Professor der Rechte an der Leidener Bildungsanstalt, wozu er am 20. September 1734 die Aufgabe mit der Rede de Superanda studii Juris civilis difficultate übernahm. Zudem hatte er auch 1746/47 und 1759/60 Vorlesungen zum Recht des Krieges und Friedens (Jus Belli et Pacis) gehalten. Er beteiligte sich in den Jahren 1741/42, 1757/58 als Rektor der Alma Mater an den organisatorischen Aufgaben der Leidener Hochschule, wozu er die Abschiedsreden de Libertatis praesidio, Jure Civili (1742) und de vero Jurisonsulto viro bon (1758) hielt. Am 6. November 1769 erfolgte seine ehrenvolle Entlassung aus dem Hochschuldienst, wegen hohen Alters. Seine weiteren Lebensjahre verbrachte er in Leiden, wo er schließlich starb.

## Werke
- Diss. de poenis. Franeker 1718.
- Interpretationum, quibus obscuriora quaedam iuris civilis capita illustrantur, Liber I. Leiden 1731, 2. Auflage. unter dem Titel: Diss. de civili et naturali temporis computatione in iure. Nec non Observationes, quibus Florentina scriptura variis Pandectarum locis defenditur. Accedunt eiusdem Interpretationes, olim evulgatae, nunc repetitae, quibus obscuriora quaedam iuris civilis capita illustrantur; ut et orationes quinque varii argumenti. Leiden 1749.
- Oratio de amoenitate studii iuris civilis. Leiden 1733, 1769.
- Diss. ad Julii Pauli Fragmentum ex L. II ad Edictum Aedilium Curulium, quod exstat in L. 47 Dig. de Verb. signific. sive de annulis signatoriis. Leiden 1734.
- Oratio de superanda studii juris civilis difficultate. Leiden 1734 (online)
- Diss. de servis, iisque pro derelictis habitis. Leiden 1735.
- Oratio de honoribus academicis, magno doctrinae praemio. Leiden 1735 (online)
- Oratio Vita et obitu viri cl. atque celeb. Joannis Ortwini Westenbergii. Leiden 1737.
- Oratio de libertatis praesidio, iure civili. Leiden 1742.
- Interpretationum — Liber fecundus. Leiden 1752.
- Oratio VI de iure consulto vere bono. Leiden